# Carlo Rossi (arquitecto)
Carlo di Giovanni Rossi (Karl Ivánovich Rossi; en ruso: Карл Иванович Росси) (Nápoles, 29 de diciembre de 1775 - San Petersburgo, 18 de abril de 1849) fue un arquitecto ruso de origen italiano. Fue autor de muchos edificios neoclásicos (característicos del estilo Imperio) y conjuntos arquitectónicos en San Petersburgo y sus alrededores.
Afrancesó su nombre como Charles Rossy, en una alta sociedad de la época que entre ella hablaba en francés, como se puede leer en su tumba.

## Biografía

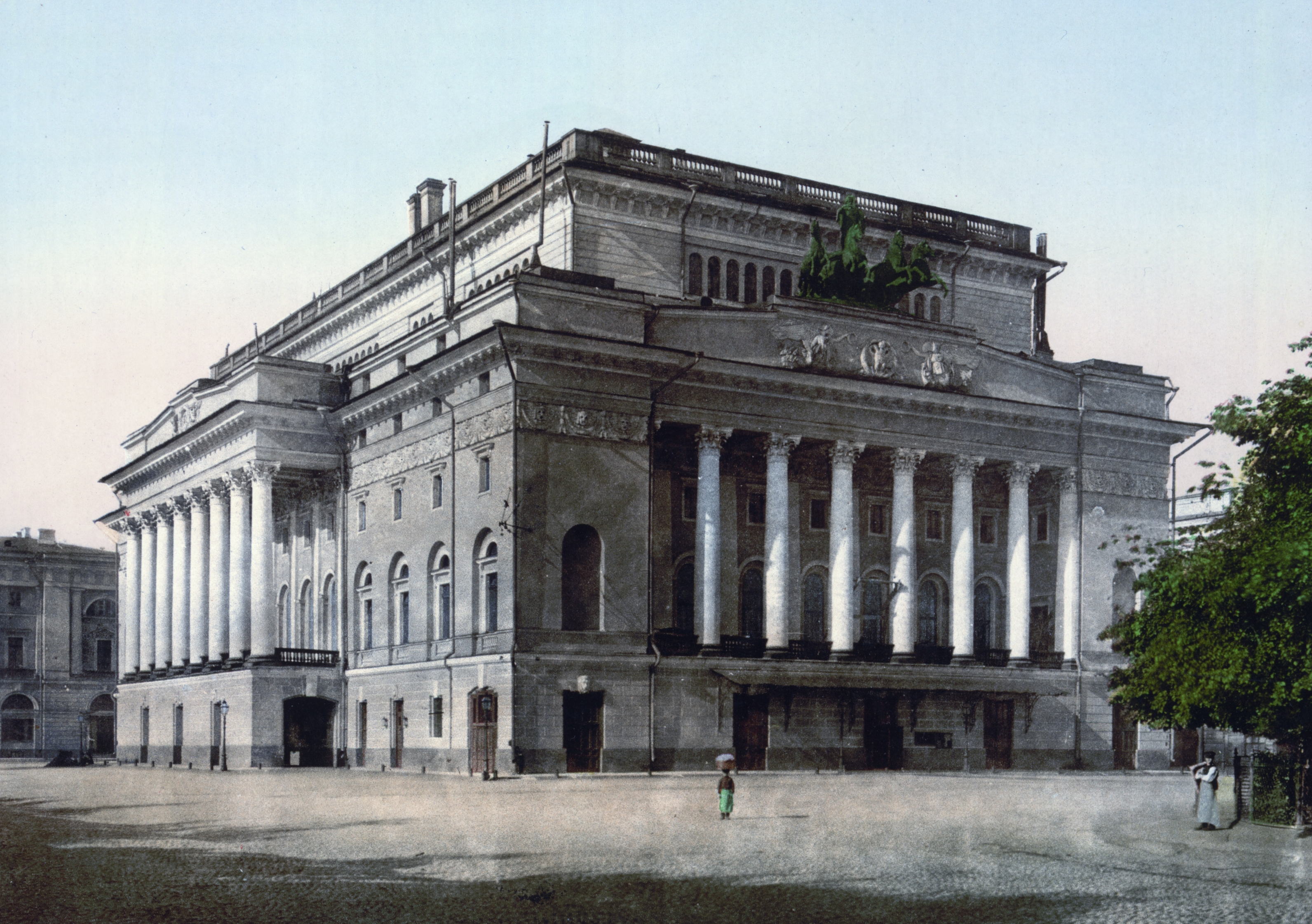
Teatro Aleksandrinski en San Petersburgo

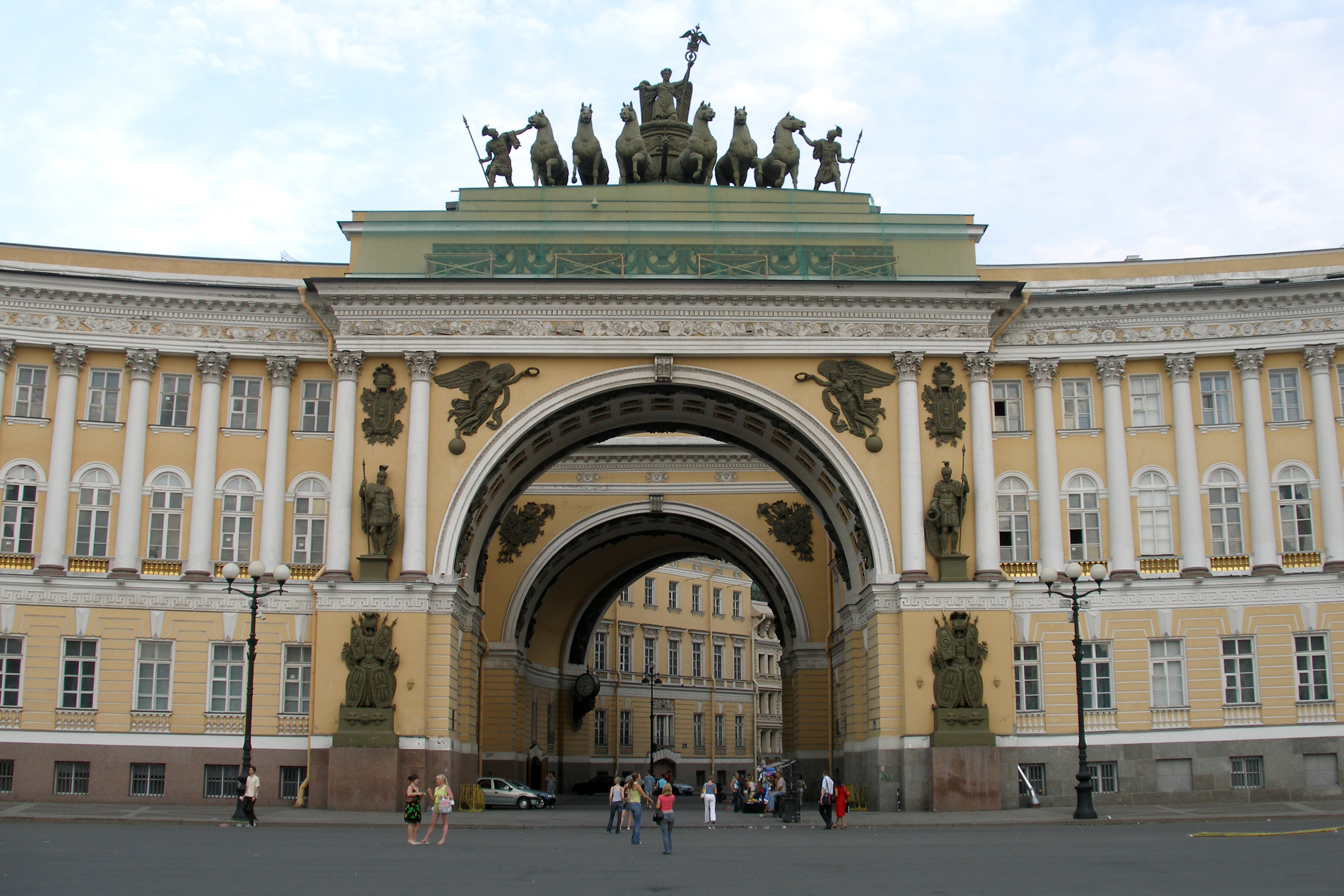
Arco del edificio del Estado Mayor en la plaza del Palacio, de Carlo Rossi.

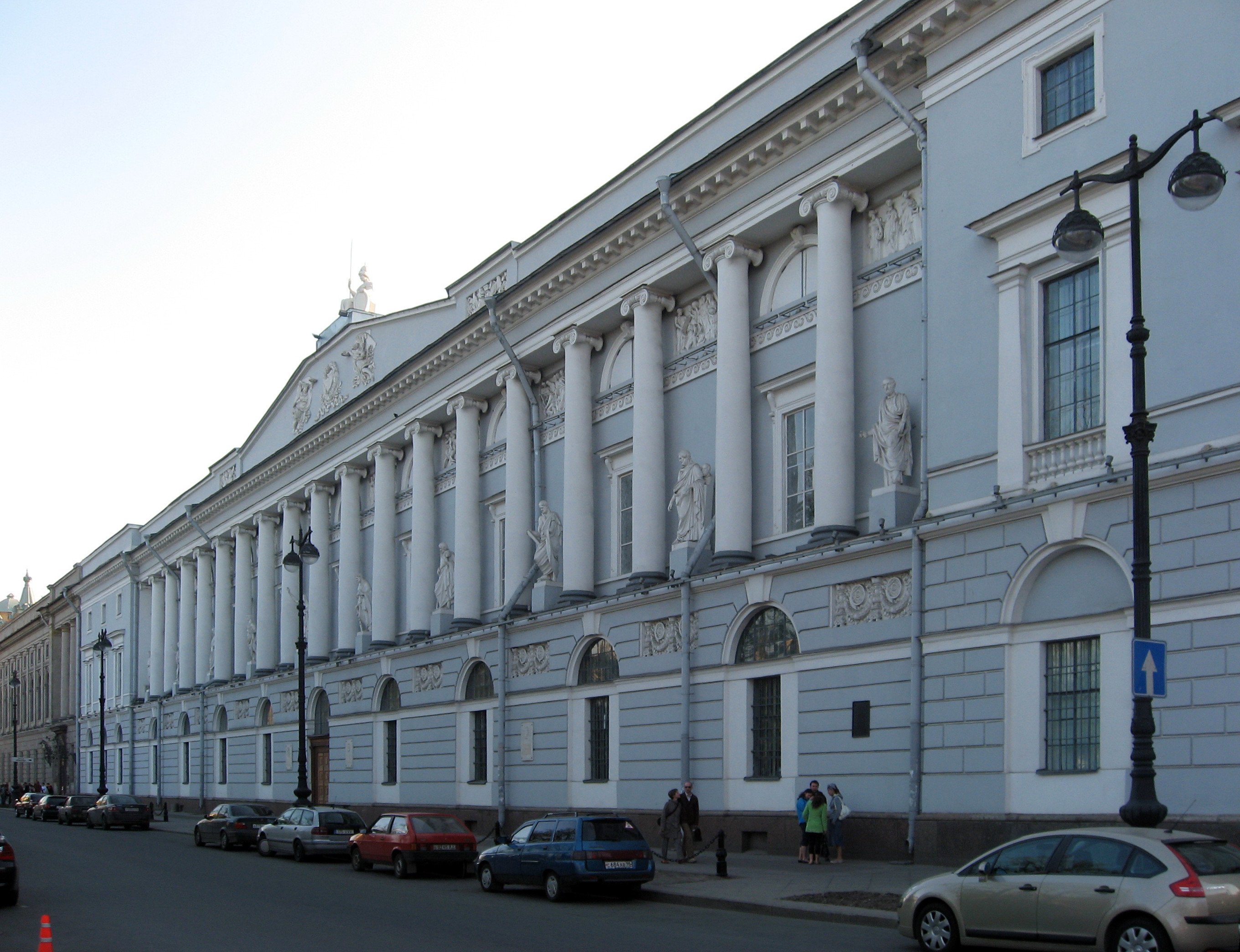
Biblioteca Nacional de Rusia

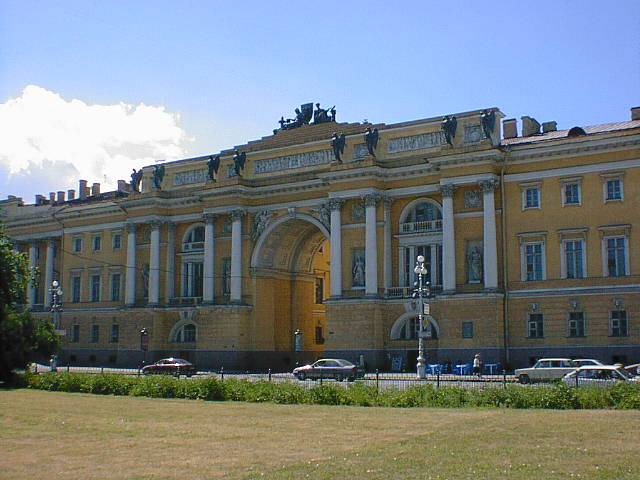
Edificio del Senado del Imperio y el Santo Sínodo en San Petersburgo.

Carlo Rossi nació el 29 de diciembre de 1775 en Nápoles y fue llevado a Rusia en su infancia cuando su madre  Gertrude Rossi-Le Picq, una conocida bailarina, fue invitada a Rusia para actuar (y donde vivirán desde 1787). Su padrastro fue el famoso coreógrafo y bailarín de ballet francés Charles le Picq (1744-1806) y desde su juventud estuvo en contacto con el mundo de las artes. Se formó en el estudio del arquitecto  Vincenzo Brenna. En 1795 entró al servicio como dibujante de la Junta de Arquitectura del Almirantazgo; desde 1796 fue asistente de Brenna, junto con quien, se supone, participó en la construcción del castillo de San Miguel en San Petersburgo.  En 1801 se convirtió en un asistente de arquitectura en el grado 10. En 1802, Rossi realizó un viaje de estudios al extranjero para completar su educación que se prolongó durante dos años en Italia (1802-1803).
En 1806, obtuvo el título de arquitecto y un estudio. En primer lugar, sin embargo, trabajó, no como arquitecto sino como artista en porcelana, estando dos años en la fábrica de porcelana y vidrio. En agosto de 1808, Rossi fue enviado a Moscú, en la expedición arqueológica de los edificios del Kremlin de Moscú, donde construyó la neogótica iglesia de Santa Catalina del convento de la Ascensión y el teatro en la plaza Arbátskaya, que se quemó hasta los cimientos durante la invasión napoleónica de Rusia. Fue recompensado con la Orden de San Vladimir de IV grado. En 1809, se ocupó de la reestructuración del palacio Putevói de la gran duquesa Catalina Pávlovna en Tver. En 1814, obtuvo el rango de Consejero Colegiado.
En 1815, regresó a San Petersburgo. En 1816, fue nombrado miembro del Comité de estructuras y obras hidráulicas. Sus primeros trabajos fueron la reconstrucción del palacio Aníchkov y sus alrededores (1816), una serie de pabellones y una biblioteca en el palacio Pávlovsk, (1815-1822), el palacio Yelaguin, con jardín de invierno y pabellones (1816-1818).
La principal actividad de Rossi fue la creación de conjuntos arquitectónicos urbanos. En gran parte gracias a él San Petersburgo encontró una nueva cara, convirtiéndose en el centro de un gran imperio, orgulloso de sus victorias sobre Napoleón. Sus diseños tienen como decoración esculturas alegóricas, una técnica con un diseño innovador (por ejemplo, la superposición de metal).
La excepcional habilidad arquitectónica y urbana de Rossi es materializada en conjuntos como el de Mijaíl con el adyacente palacio Mijáilovski y el jardín (1819-1825), en el área de palacio con la forma en arco del grandioso edificio del Estado Mayor y el Arco de la Victoria (1819-1829), en el área del Senado con los edificios del Senado y el Sínodo (1829 -1834), en el área Alejandrina con edificios del Teatro Aleksandrinski y los edificios de la Junta de Teatros y del Ministerio del Interior (1827-1832), en el nuevo edificio de la entonces biblioteca pública Imperial que da frente a la plaza Aleksandrínskaya, y en los dos cuerpos homogéneos de toda la longitud de la calle Teatro (ahora calle Rossi o calle Zódchego Rossi).
Al entrar en conflicto con el entorno que rodeaba a Nicolás I, en 1832, fue despedido «en todas las clases de edificios». Uno de sus últimos edificios  fue el campanario del monasterio de Yúriev  cerca de Veliki Nóvgorod.
El 18 de abril de 1849 (6 de abril del calendario juliano, que era en uso en Rusia), murió de cólera en San Petersburgo, según los datos disponibles, en completo olvido y en la pobreza. Sus hijos quedaron con las responsabilidades de su entierro y sus deudas, y pidieron ayuda al zar. El zar solamente concedió una pequeña suma para el funeral y Rossi fue enterrado en el cementerio luterano de Vólkovo. Durante el período soviético, fue enterrado de nuevo en el cementerio de San Lázaro del monasterio de Alejandro Nevski conservando la misma lápida.

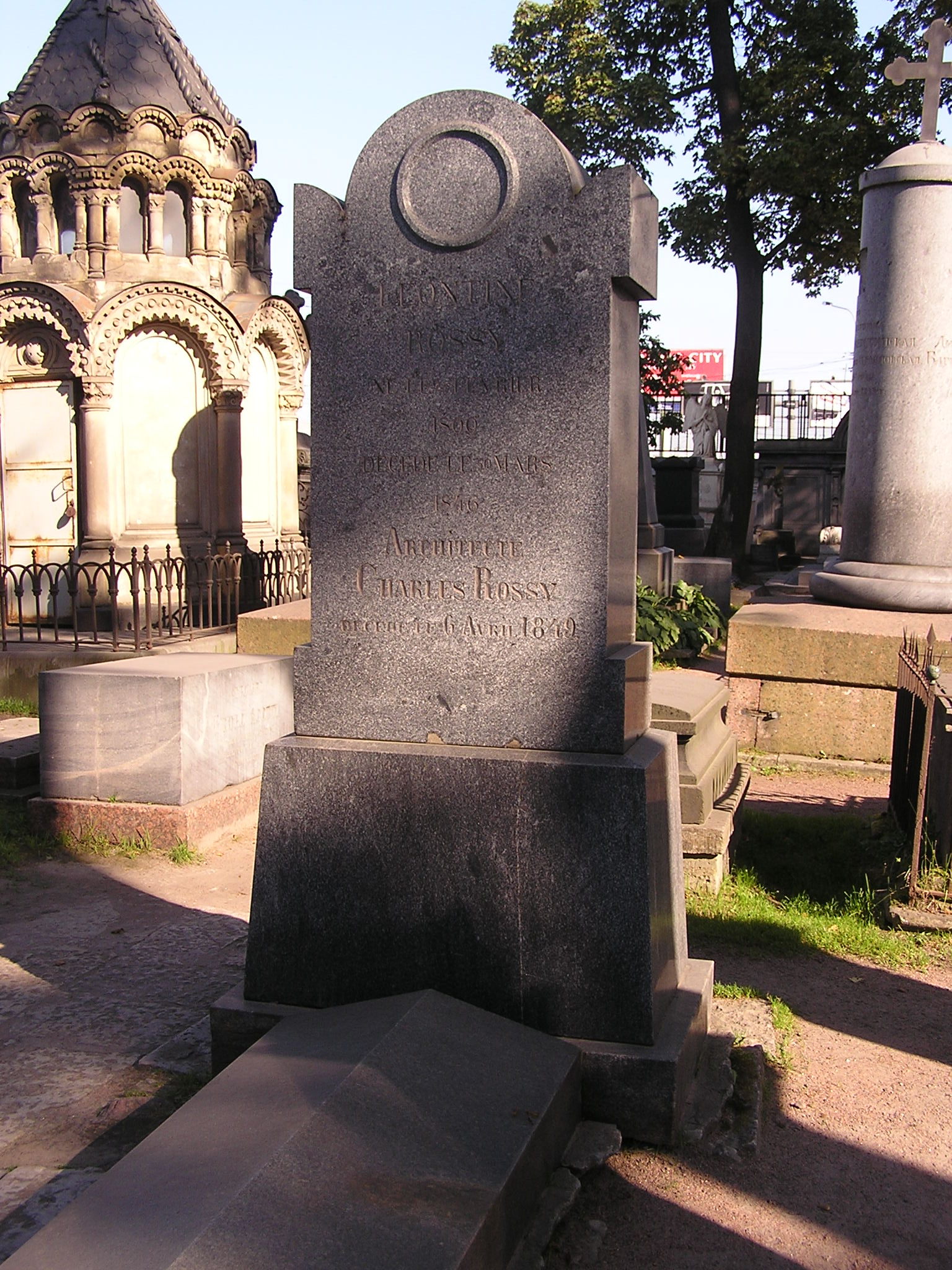
Su propia tumba

## Obras
- 1806: Teatro Arbat (Moscú, plaza Arbátskaya), incendiado en 1812.
- 1808-1817: Iglesia neogótica de Santa Catalina del Convento de la Ascensión próximo a la Torre Nikólskaya en el Kremlin de Moscú (demolido en 1929).
- 1809: Reconstrucción del palacio Putevói (Путевой дворец), de Catalina II en Tver
- 1815-1822: Algunos pabellones y una biblioteca en el palacio Pávlovsk.
- 1816: Reconstrucción del palacio Aníchkov y pabellones en el jardín.
- 1816-1818: Palacio Yelaguin, con invernadero y pabellones.
- 1819-1825: Palacio Mijáilovski con el jardín adyacente, y el pabellón-muelle,  desde 1895, sede del Museo Estatal Ruso.
- 1819-1829: Edificio del Estado Mayor y el arco de la victoria Mayor.
- 1823: Galería Militar del Palacio de Invierno, hoy parte del museo del Hermitage.
- 1828-1832: Teatro Aleksandrinski y edificios adyacentes.
- 1828-1834: Edificios de la calle Rossi (antigua calle del Teatro), incluyendo el número 2
- 1829-1834: Conjunto del edificio del Senado del Imperio y del Santo Sínodo.
- 1832-1835: Fachada de la Biblioteca Nacional de Rusia, con frente a la plaza Aleksándrinskaya.
- 1840-1841: Catedral de San Pedro y San Pablo, Tallinn.
- 1841: El campanario del monasterio de Yúriev.
- Pabellón en el castillo de Sobieski en Oława.
- "Coffee House" pabellón en el Jardín de Verano.

Se  piensa que podrían ser de su autoría, la catedral de la Natividad de Cristo en el monasterio en Tver (1814-1820) y la catedral de la Transfiguración del Señor en Torzhok (1814-1822).

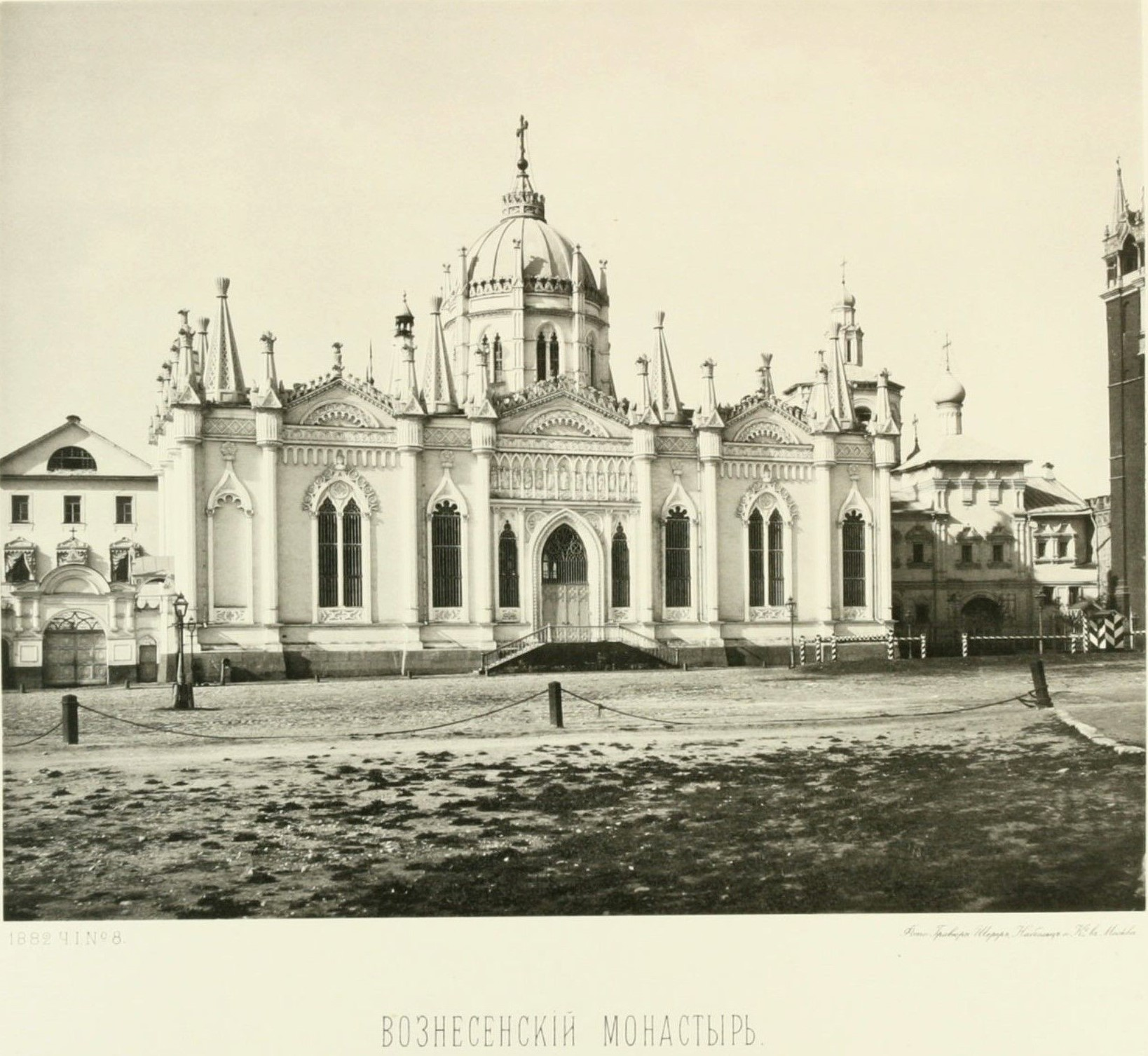
Iglesia neogótica de Santa Catalina del Convento de la Ascensión
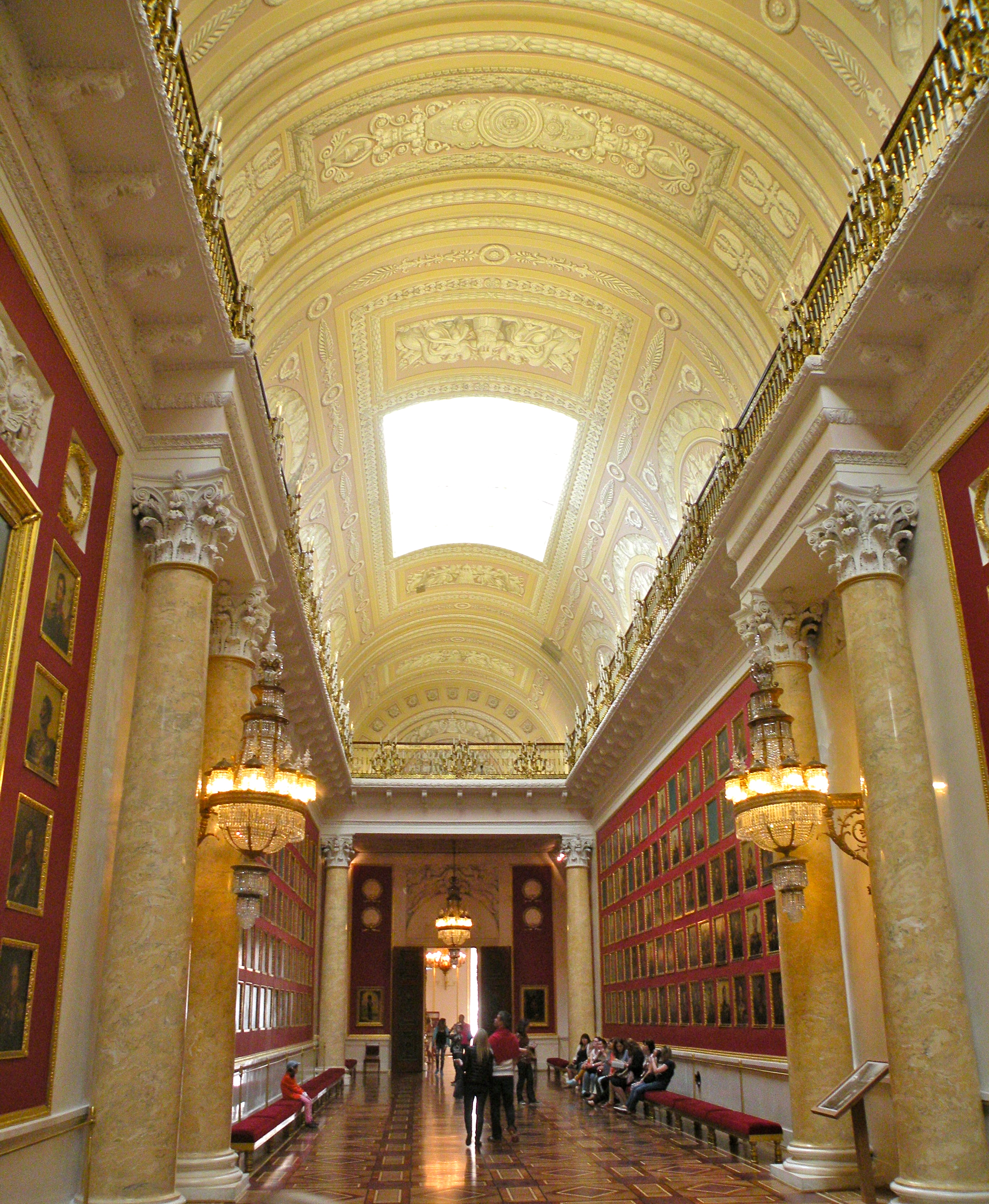
La galería Militar, construida en 1823 (hoy parte del Hermitage)
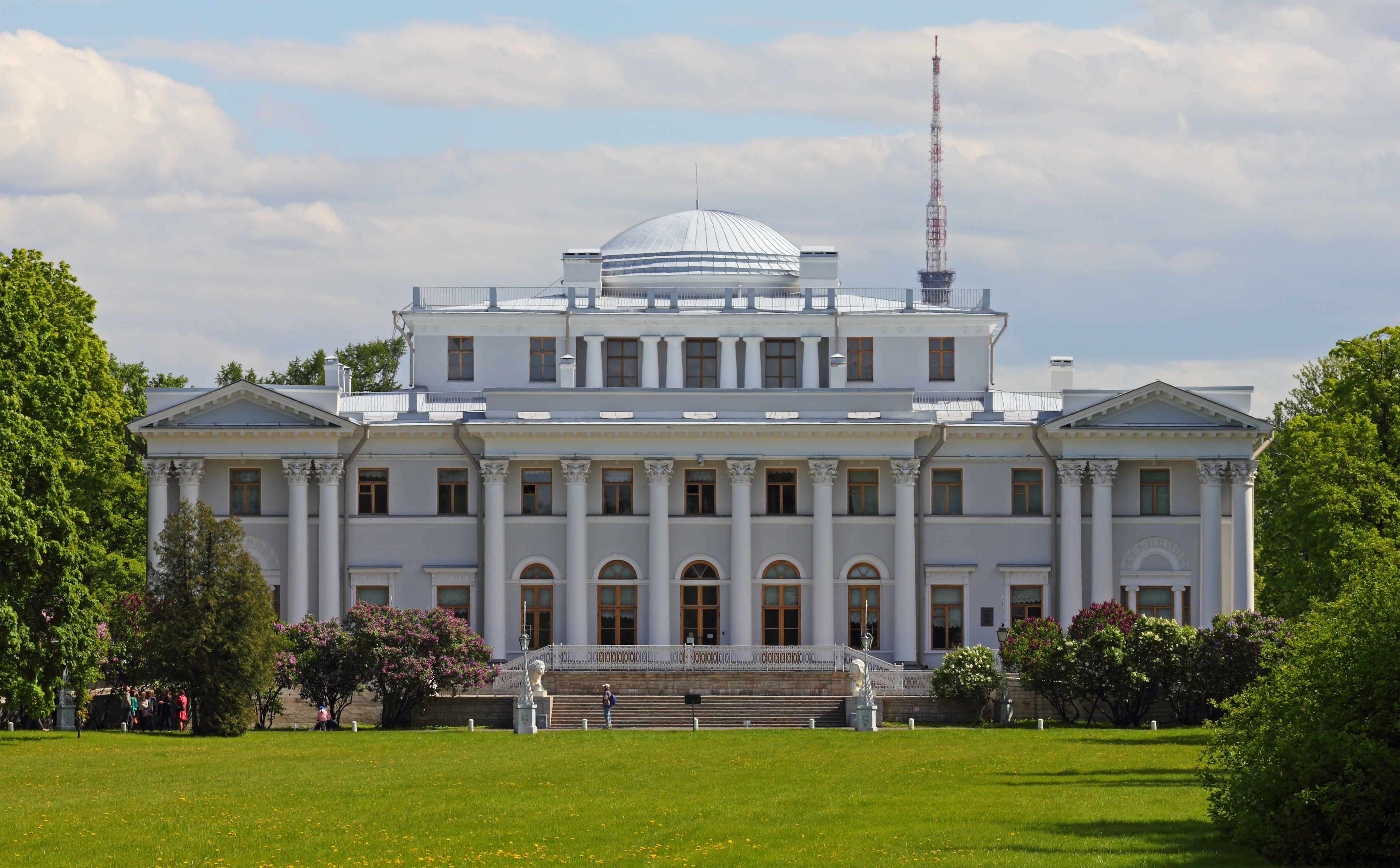
Palacio Yelaguin
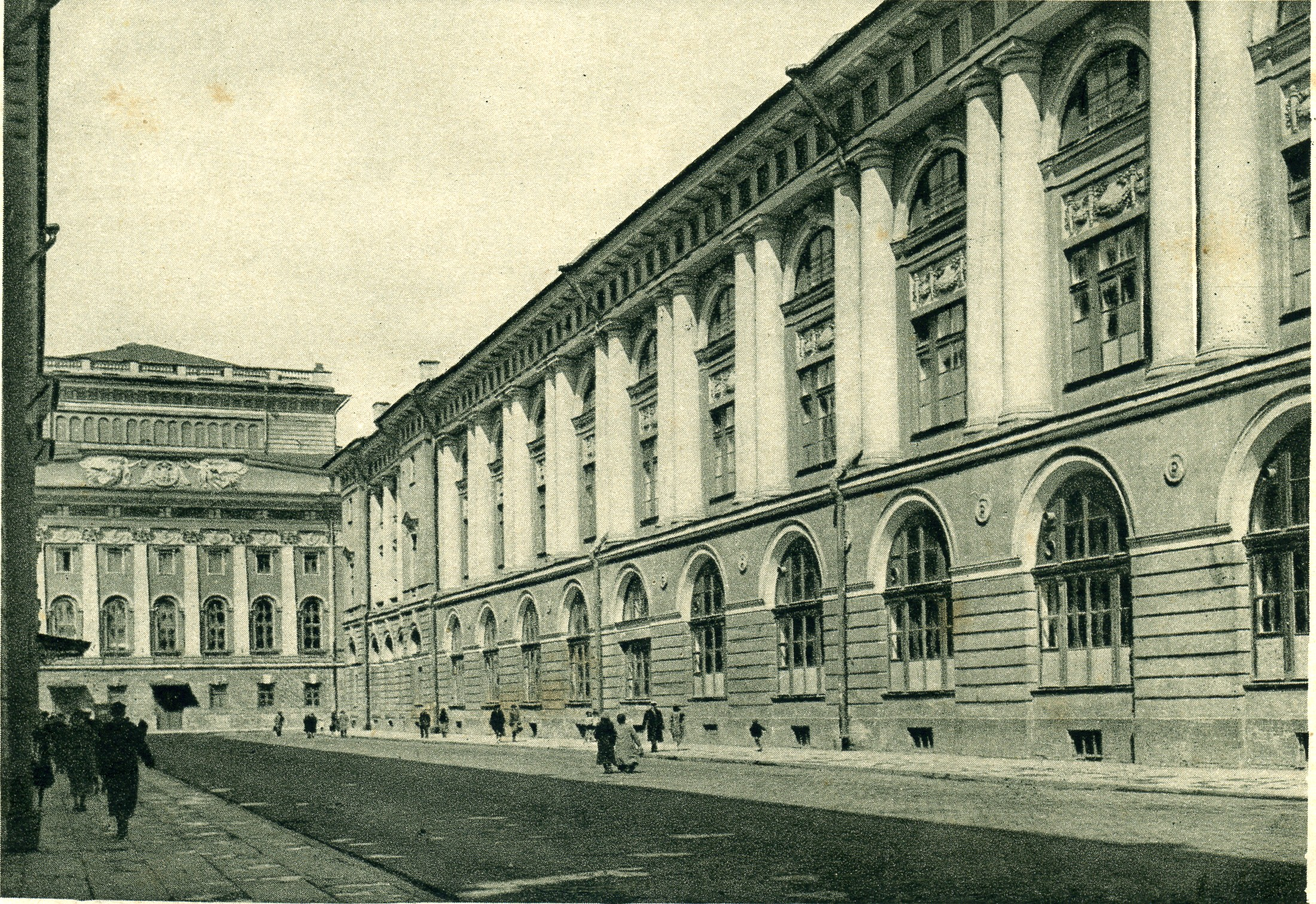
Edificio del n.º 2 de la calle Rossi a inicios del siglo XX
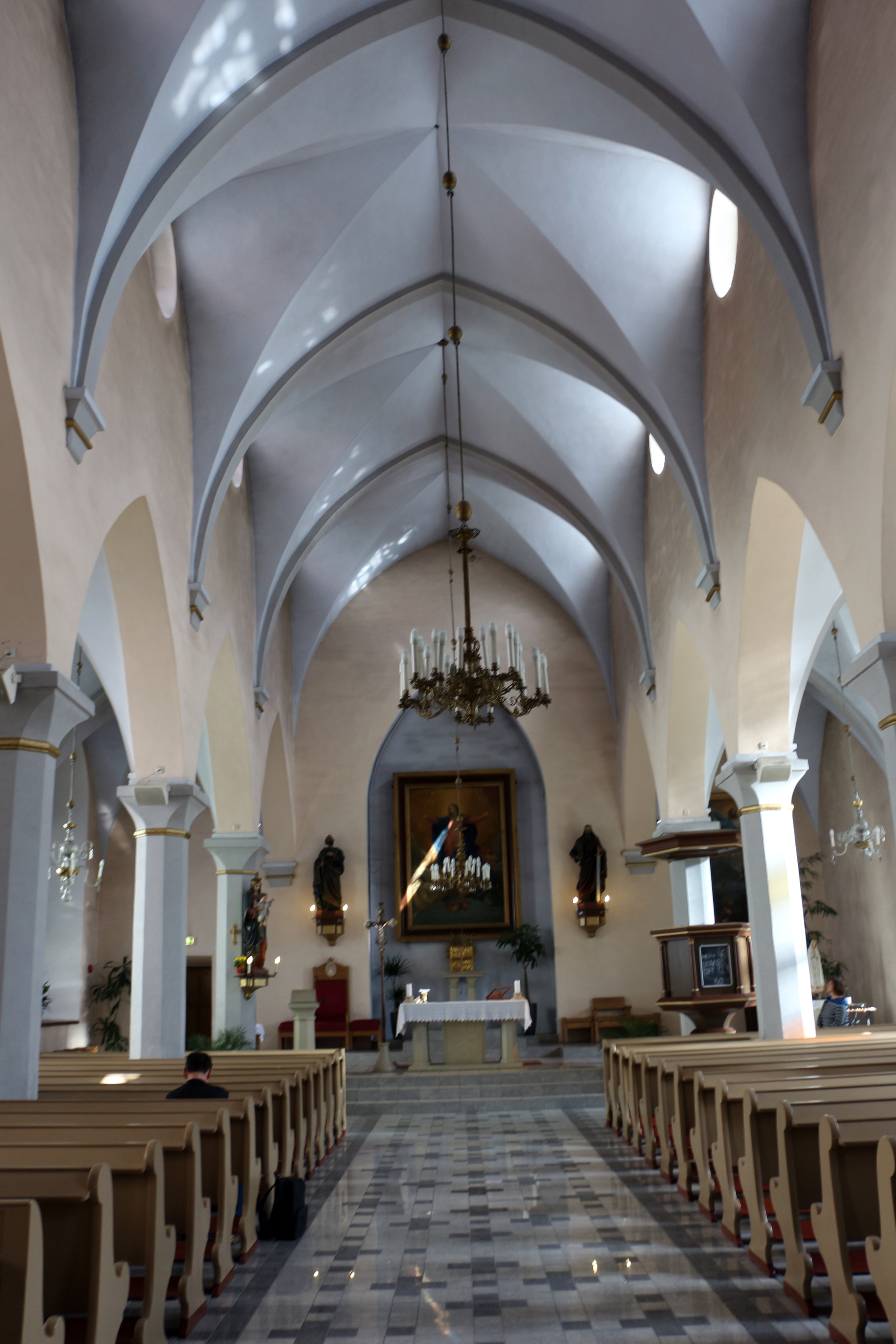
Interior neogótico de la Catedral de San Pedro y San Pablo, Tallinn

## Honores y premios
- Orden de San Vladimiro, 3.ª clase
- Orden de Santa Ana, 2.ª clase con diamantes

El asteroide (3969) Rossi, descubierto en octubre de 1978 honra su memoria.